# Ecologismo

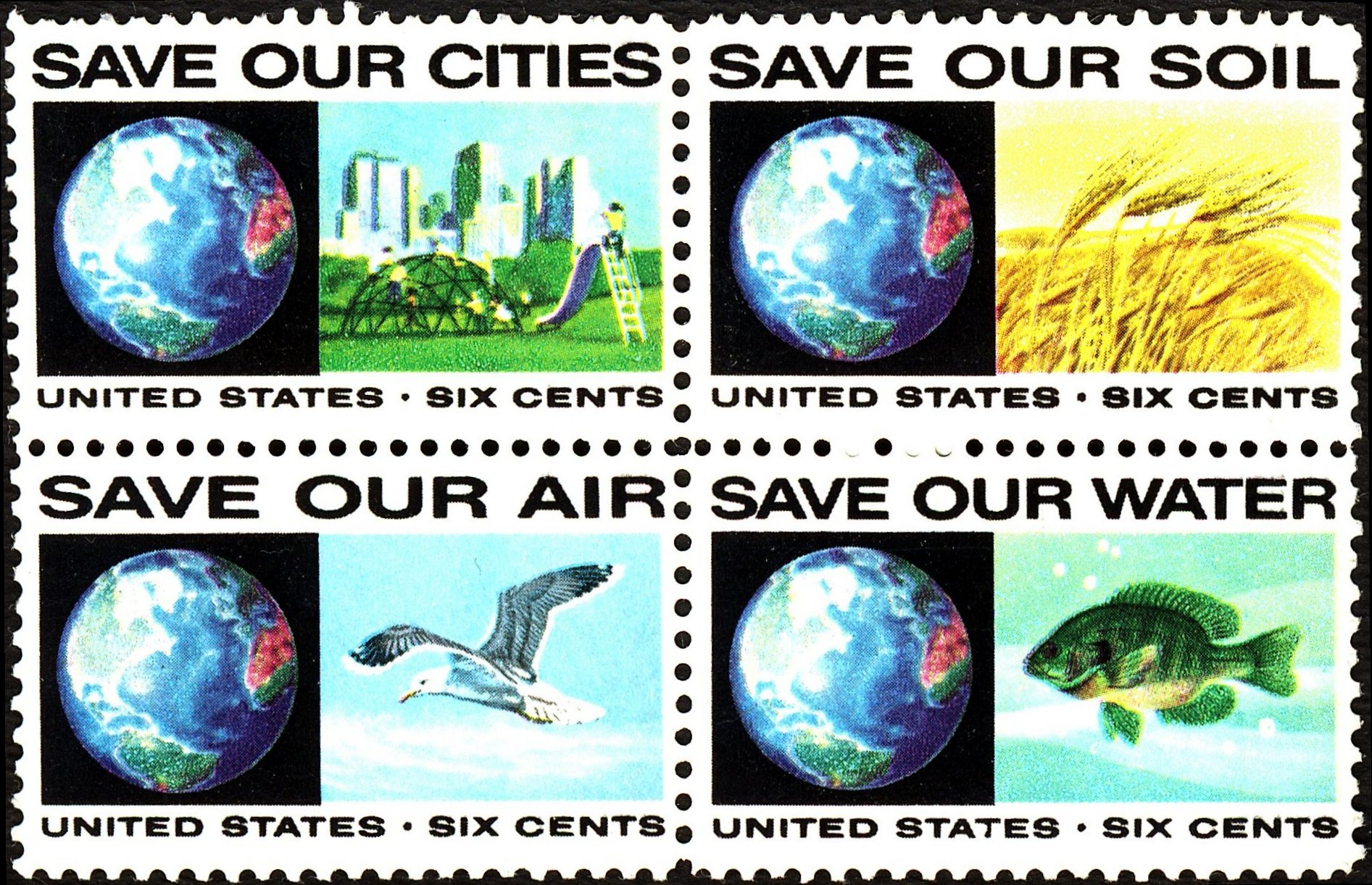
Ecologismo em selos Estadunidenses

O ecologismo (várias vezes chamado também de "movimento ecológico") é uma corrente de pensamento (ideológico ou filosófico) e um movimento político global, que defende a proteção do meio ambiente.
É também considerado uma ideologia de segunda geração, por ser pós-materialista.
O ecologismo é muitas vezes confundido com Ecologia, apesar de o primeiro utilizar os conhecimentos científicos e técnicos da segunda para intervir a nível económico, social e político.
Apesar de ser considerada como uma ideologia à esquerda do espectro político, o ecologismo ganhou uma relativa independência ideológica.

## Diferenças entre o ecologismo e o ambientalismo
Enquanto o ambientalismo se concentra na defesa intransigente do meio ambiente e da fauna e flora em detrimento do ser-humano, sendo que os mais fundamentalistas são apoiantes da sua própria extinção, o ecologismo defende o meio ambiente e a conservação da Natureza, mas de forma a privilegiar, de forma antropocêntrica, o desenvolvimento social do ser humano, ao mesmo tempo que cria condições para que continue havendo um crescimento técnico-científico.